# Nkonya (Volk)
Die Nkonya sind ein Volk in Togo und Ghana. Sie sprechen das Nkonya als Muttersprache und gehören damit zur Sprachfamilie der Nord-Guang-Gruppe.
Die Ethnie lebt im Südosten Ghanas in einem kleinen Siedlungsgebiet nördlich der Stadt Ahenkro, westlich des Volta-Stausees. Im Wesentlichen gehören die ca. 28.000–29.000 Mitglieder der Nkonya den traditionellen Religionen an.